# José Ermírio de Moraes
José Ermírio de Moraes (Nazaré da Mata, 21 de enero de 1900  — São Paulo, 9 de agosto de 1973) fue un empresario, ingeniero y político brasileño, fundador de Votorantim.

## Biografía
Hijo de comerciantes de Pernambuco, nació en Nazaré da Mata, a 60 km de Recife. Estudió ingeniería en la Escuela de Minas de Colorado, en Golden, Estados Unidos. A su regreso a Brasil, trabajó en una fábrica de tejidos en el interior de São Paulo y se casó con la hija del dueño. Posteriormente compró las acciones de esta empresa y asumió su control.
Bajo su administración el negocio creció y se diversificó, formando el Grupo Votorantim. Ya como uno de los mayores empresarios de Brasil, fue elegido senador por el Partido Laboral Brasileño (PTB), ejerciendo el cargo entre 1963 y 1971.
Fue padre del también empresario Antônio Ermírio de Moraes, que presidió el Grupo Votorantim por muchos años.
Falleció en São Paulo el 9 de agosto de 1973 y fue sepultado en el Cementerio São Paulo.